# Anzol

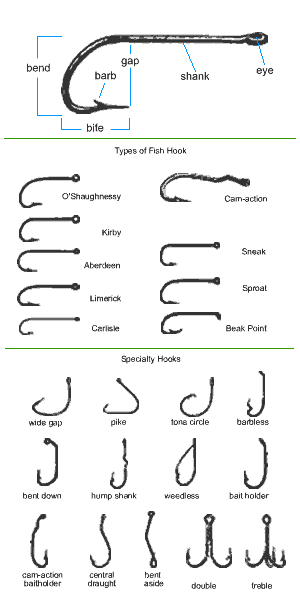
Uma variedade de tipos de anzol

Anzol é uma ferramenta para a captura de peixes, utilizado com o objetivo de fisgar o animal pela boca, atraído por algum tipo de isca que faça parte ou que pareça algum alimento usual da espécie, conhecida como pesca à linha.
Anzóis têm sido empregadas há séculos pelo homem, como ferramenta para obtenção de proteína de excelente qualidade, normalmente ligado a uma linha resistente e a outros aparelhos que permitam retirar o peixe da água.

## Características
Um bom anzol deve possuir algumas características, independentemente do tamanho ou tipo do peixe: 1- Deve ser construído com materiais resistentes, não devendo ceder sob o peso do peixe; 2- Deve ter algum dispositivo de retenção, como uma fisga, para evitar que o animal se liberte; 3- Deve possuir um dispositivo de retenção da linha, como um anel ou uma chapinha onde se prenda o nó; 4- Deve ser construído com material degradável, não poluindo o meio ambiente e possibilitando que o peixe sobreviva, caso a linha se rompa.
Há uma enorme variedade de anzóis no mundo da pesca. Tamanhos, desenhos, formas e materiais são todos variáveis dependendo da modalidade da pesca e da espécie que se deseje capturar.

## História
O anzol de peixe ou dispositivo de pesca semelhante tem sido feito por humanos por muitos milhares de anos. O mais antigo equipamento pré-histórico é conhecido como desfiladeiro, que consistia em uma vara de duas pontas com uma corda fina amarrada ao meio. Ao pescar, o desfiladeiro é colocado paralelo à linha e enterrado dentro de uma bola de isca, que pode ser engolida facilmente pelos peixes. Uma vez dentro da boca do peixe, a bola de isca muitas vezes amolece e fica fragmentada pelos dentes faríngeos, e qualquer puxada ao longo da linha faz com que o desfiladeiro liberado gire transversalmente e fique preso na garganta do peixe, semelhante a como um osso de peixe ou osso de galinha pode perfurar e obstruir o esôfago de um homem. Eles desempenhavam funções de ancoragem semelhantes aos anzóis, mas precisavam de ambas as extremidades para se agarrarem firmemente na garganta do peixe para funcionar corretamente.

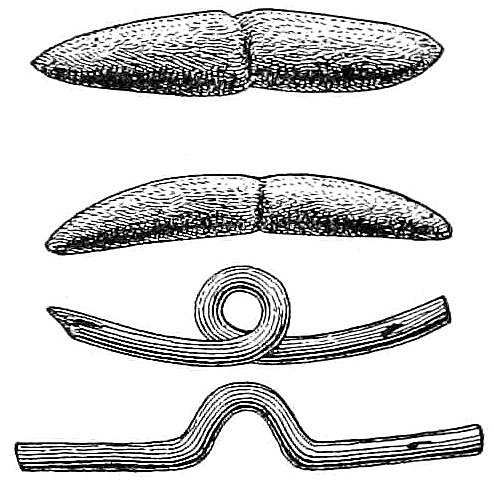
Gargantas primitivas de pedra e bronze

Os anzóis mais antigos do mundo (feitos de conchas de caracóis marinhos) foram descobertos na caverna Sakitari, na ilha de Okinawa, com idades entre 22 380 e 22 770 anos.  Eles são mais antigos do que os anzóis da caverna Jerimalai em Timor-Leste datados entre 23 000 e 16 000 anos de idade, e Nova Irlanda em Papua Nova Guiné datados de 20 000 a 18 000 anos de idade.
Os primeiros anzóis das Américas, datando de cerca de 11 000 a.C., foram relatados na Ilha de Cedros, na costa oeste do México. Estes anzóis eram feitos de conchas do mar.  As conchas forneceram um material comum para anzóis encontrados em várias partes do mundo, com as formas de espécimes de anzóis pré-históricos ocasionalmente sendo comparadas para determinar se fornecem informações sobre a migração de pessoas para as Américas.

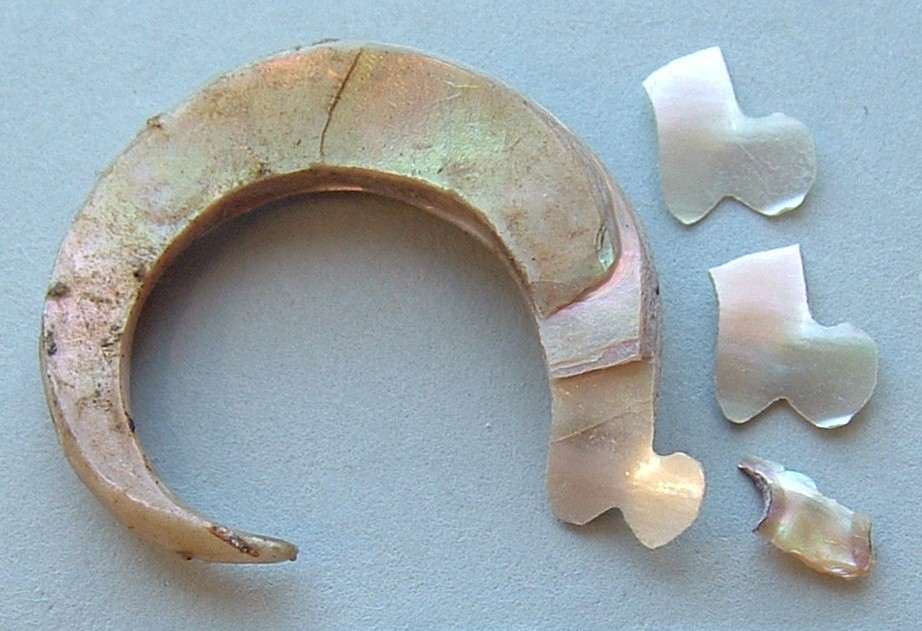
Anzol de marisco nativo americano da Califórnia. Museu de Auckland

Uma antiga referência escrita a um anzol de peixe é encontrada com referência ao Leviatã no Livro de Jó 41:1; Podes tirar leviatã com um gancho? Os anzóis de peixe foram criados a partir de todos os tipos de materiais, incluindo madeira, ossos animais e humanos, chifres, conchas, pedra, bronze, ferro e materiais até os dias atuais. Em muitos casos, ganchos foram criados a partir de vários materiais para alavancar a resistência e as características positivas de cada material. Anzóis de aço de qualidade começaram a aparecer na Europa no século 17 e a fabricação de anzóis tornou-se uma tarefa para especialistas.

## Arqueologia
O uso de recursos aquáticos por seres humanos remonta há milhões de anos. Entretanto, é apenas a partir do Holoceno que aparecem os primeiros anzóis. No Brasil, anzóis feitos em osso e datados em cerca de 10 mil anos foram encontrados no sítio arqueológico da Lapa do Santo. A variedade de formas atesta para o consumo dos mais distintos tipos de peixes. 